# Tac
O comando tac do sistema operacional Unix é análogo ao comando cat, porém realiza a saída das linhas em ordem reversa. De fato, tac é cat escrito ao contrário. Em geral é usado desta maneira:
```
tac nome_de_arquivo
```

Onde nome_de_arquivo é um arquivo do diretório atual ou o nome e caminho para um arquivo.[carece de fontes?]
O comando tac aceita argumentos diferentes em relação ao comando cat. O argumento -s seguido de uma string indica que esta string deve ser o separador de linhas do arquivo. Caso o argumento -r seja especificado, a string que sucede o argumento -s é interpretada como uma expressão regular.